# Rabat Agdal
Rabat Agdal – stacja kolejowa w Rabacie, w regionie Rabat-Sala-Zammur-Zair, w Maroku. Stacja posiada 3 perony.